# Malaya Razvodnaya
Malaya Razvodnaya (en russe : Малая Разводная) est un village de Russie dans le gouvernement d'Irkoutsk. 

## Personnalités
- Andreï Ivanovitch Borissov (1798-1854), officier russe, frère de Piotr, y est mort ;
- Piotr Borissov (1800-1854), officier, naturaliste et peintre russe, y est né et mort.